# Kataja
Kataja je otočić u Botničkom zaljevu koji je upravno podijeljen između Švedske i Finske. Nalazi se južno od grada Haparanda u Norrbottenu. Otočić je dugačak oko 2 km, te 200–500 m širok.
Godine 1809. kada je ustanovljena granica postojala su dva otoka. Veći otok koji je pripadao Švedskoj zvao se Kataja, dok je manji, finski otok zvan Inakari. U međuvremenu kopno u ovom području, uslijed postglacijalnog odskoka, se diglo iznad razine mora, te su se dva otoka spojila.